# Valka (novads)
Valka est un novads de Lettonie, situé dans la région de Vidzeme. En 2009, sa population est de 10 678 habitants.

## Géographie
Le novads de Valka est une unité administrative-territoriale située au nord de la Lettonie.
Le novads de Valka comprend 5 volosts et la ville de Valka, qui est le centre régional. 
Il borde les novads de Balvi et de Smiltene et côté estonien le comté de Valga.
Valka se situe dans une zone boisée à la frontière entre l'Estonie et la Lettonie, qui est marquée dans la partie sud par la rivière Gauja. 
Valka est la partie lettone d'une ville divisée par la frontière avec l'Estonie, l'autre partie est Valga.